# Парадайз Тауншип (округ Ланкастер, Пенсільванія)
Парадайз Тауншип (англ. Paradise Township) — селище (англ. township) в США, в окрузі Ланкастер штату Пенсільванія. Населення — 5672 особи (2020).

## Демографія
Згідно з переписом 2010 року, у селищі мешкала 5131 особа в 1637 домогосподарствах у складі 1274 родин. Було 1725 помешкань
Расовий склад населення:
| - 96,1 % — білих - 1,0 % — чорних або афроамериканців - 0,2 % — азіатів - 0,1 % — корінних американців - 1,1 % — осіб інших рас |

До двох чи більше рас належало 1,5 %. Частка іспаномовних становила 2,8 % від усіх жителів.
За віковим діапазоном населення розподілялося таким чином: 31,5 % — особи молодші 18 років, 55,0 % — особи у віці 18—64 років, 13,5 % — особи у віці 65 років та старші. Медіана віку мешканця становила 31,7 року. На 100 осіб жіночої статі у селищі припадало 103,0 чоловіків;  на 100 жінок у віці від 18 років та старших — 101,2 чоловіків також старших 18 років.
Середній дохід на одне домашнє господарство  становив 72 912 долари США (медіана — 56 758), а середній дохід на одну сім'ю — 83 128 доларів (медіана — 67 582). Медіана доходів становила 43 397 доларів для чоловіків та 31 932 долари для жінок. За межею бідності перебувало 8,7 % осіб, у тому числі 15,5 % дітей у віці до 18 років та 4,9 % осіб у віці 65 років та старших.
Цивільне працевлаштоване населення становило 2602 особи. Основні галузі зайнятості: виробництво — 18,7 %, освіта, охорона здоров'я та соціальна допомога — 14,6 %, роздрібна торгівля — 14,1 %.